# Ormörnar
Ormörnar (Circaetus) är ett släkte i familjen hökar inom ordningen hökfåglar. Släktet omfattar sex arter som framför allt förekommer i Afrika söder om Sahara, med en art från södra Europa till Centralasien, nordvästra Kina och Indien samt på Små Sundaöarna:
- Ormörn (C. gallicus)
- Sahelormörn (C. beaudouini)
- Svartbröstad ormörn (C. pectoralis)
- Brun ormörn (C. cinereus)
- Kustormörn (C. fasciolatus)
- Flodormörn (C. cinerascens)

Kongoormörnen (Dryotriorchis spectabilis) inkluderas ofta i släktet. 